# Pristimantis rufoviridis
Pristimantis rufoviridis es una especie de anfibio anuro de la familia Craugastoridae.

## Distribución geográfica
Esta especie es endémica de Ecuador. Se encuentra en las provincias de Carchi e Imbabura entre los 1874 y 2237 m sobre el nivel del mar.

## Descripción
Los machos miden de 18 a 25 mm y las hembras de 26 a 31 mm.

## Publicaciones originales
- Valencia, Yánez-Muñoz, Betancourt-Yépez, Terán-Valdez & Guayasamin, 2011: Reemplazo del nombre Pristimantis viridis Valencia, Yánez-Muñoz, Betancourt-Yépez y Guayasamin, 2010. Avances en Ciencias e Ingeníerias. Sección B. Quito, vol. 3, n.º 1, p. B1
- Valencia, Yánez-Muñoz, Betancourt-Yépez, Terán-Valdez & Guayasamin, 2011 "2010": Una llamativa nueva especie de Pristimantis (Anura: Terrana: Strabomantidae) de las estribaciones noroccidentales de los Andes de Ecuador. Avances en Ciencias e Ingeníerias. Sección B. Quito, vol. 2, n.º 3, p. B41-B45[1]